# Praha-Zličín
Praha-Zličín je od roku 1990 samosprávná městská část hlavního města Prahy, tvořená celými katastrálními územími Zličín a Sobín a severní částí katastrálního území Třebonice. Její území leží v obvodu Praha 5. Samosprávná městská část navazuje na správní obvod zličínského místního národního výboru, který zůstal zachován i po připojení Zličína k Praze roku 1974, a na dřívější existenci samostatné obce Zličín, k níž byl Sobín připojen již od roku 1960.
Přenesenou působnost pro správní obvod městské části Praha-Zličín vykonává městská část Praha 17 (se sídlem v Řepích), jejíž vlastní území spadá do městského obvodu Praha 6. Praha-Zličín a Praha-Křeslice jsou jediné dvě městské části v Praze, které narušují skladebnost mezi pražskými správními obvody přenesené působnosti (Praha 1–22) a územními obvody Prahy (Praha 1–10).
Název Zličín má dnes veřejnost spojený nejen s jádrem původní vsi Zličín, ale především s dopravním terminálem a stanicí metra Zličín, depo metra Zličín i nákupní zónou Zličín. Ty se ale paradoxně nacházejí převážně v katastrálním území Třebonice, na ves Třebonice však nemají výraznější dopravní ani jiné funkční vazby. K městské části Praha-Zličín patří pouze část severně od Rozvadovské spojky, jižní strana již spadá pod správu Prahy 13.